# Abierto Zapopan 2021
Abierto Zapopan 2021 là một giải quần vợt chuyên nghiệp thi đấu trên mặt sân cứng ngoài trời. Đây là lần thứ 2 giải đấu được tổ chức. Giải đấu diễn ra ở Guadalajara, México từ ngày 8 đến ngày 13 tháng 3 năm 2021 và là một phần của WTA 250 trong WTA Tour 2021, tổng số tiền thưởng của giải đấu là $235,238.
Giải đấu năm 2020 ban đầu diễn ra từ ngày 16–21 tháng 3 năm 2020, nhưng đã bị hủy do đại dịch COVID-19, các hạn chế đi lại của địa phương, và việc tạm dừng tất cả các giải đấu trong WTA Tour.

## Nội dung đơn

### Hạt giống
| Quốc gia | Tay vợt                | Xếp hạng1 | Hạt giống |
| -------- | ---------------------- | --------- | --------- |
| ARG      | Nadia Podoroska        | 45        | 1         |
| CZE      | Marie Bouzková         | 50        | 2         |
| RUS      | Anna Blinkova          | 69        | 3         |
| ESP      | Sara Sorribes Tormo    | 70        | 4         |
| JPN      | Nao Hibino             | 78        | 5         |
| MNE      | Danka Kovinić          | 84        | 6         |
| CAN      | Leylah Annie Fernandez | 87        | 7         |
| SLO      | Kaja Juvan             | 91        | 8         |

- 1 Bảng xếp hạng vào ngày 1 tháng 3 năm 2021

### Vận động viên khác
Đặc cách:
- Eugenie Bouchard
- Katie Volynets
- Renata Zarazúa

Bảo toàn thứ hạng:
- Mihaela Buzărnescu
- Anna Karolína Schmiedlová
- CoCo Vandeweghe

Vượt qua vòng loại:
- Elisabetta Cocciaretto
- Lauren Davis
- Caroline Dolehide
- Leonie Küng
- Giuliana Olmos
- Astra Sharma

Thua cuộc may mắn:
- Harriet Dart

### Rút lui
Trước giải đấu
- Kristie Ahn → thay thế bởi  Anna Kalinskaya
- Daria Gavrilova → thay thế bởi  Greet Minnen
- Viktorija Golubic → thay thế bởi  Harriet Dart
- Kateryna Kozlova → thay thế bởi  Anna-Lena Friedsam
- Jasmine Paolini → thay thế bởi  Wang Xiyu
- Sloane Stephens → thay thế bởi  Katarzyna Kawa
- Arantxa Rus → thay thế bởi  Eugenie Bouchard

## Nội dung đôi

### Hạt giống
| Quốc gia | Tay vợt            | Quốc gia | Tay vợt            | Xếp hạng1 | Hạt giống |
| -------- | ------------------ | -------- | ------------------ | --------- | --------- |
| USA      | Desirae Krawczyk   | MEX      | Giuliana Olmos     | 75        | 1         |
| USA      | Caroline Dolehide  | USA      | Vania King         | 128       | 2         |
| AUS      | Ellen Perez        | AUS      | Astra Sharma       | 165       | 3         |
| ROU      | Mihaela Buzărnescu | GER      | Anna-Lena Friedsam | 185       | 4         |

- 1 Bảng xếp hạng vào ngày 1 tháng 3 năm 2021.

### Vận động viên khác
Đặc cách:
- Eugenie Bouchard /  CoCo Vandeweghe
- Leylah Annie Fernandez /  Renata Zarazúa

Thay thế:
- Ingrid Neel /  Tamara Zidanšek

### Rút lui
Trước giải đấu
- Arantxa Rus /  Tamara Zidanšek → thay thế bởi  Aliona Bolsova /  Danka Kovinić

### Bỏ cuộc
- Aliona Bolsova /  Danka Kovinić (lower back injury)

## Nhà vô địch

### Đơn
- Sara Sorribes Tormo đánh bại  Eugenie Bouchard 6–2, 7–5

### Đôi
- Ellen Perez /  Astra Sharma đánh bại  Desirae Krawczyk /  Giuliana Olmos 6–4, 6–4.